# Winchester (Arkansas)
Winchester – miasto w Stanach Zjednoczonych, w stanie Arkansas, w hrabstwie Drew.